# The Sanguine Fan
The Sanguine Fan (en français L'Éventail sanguine), Op. 81, est un ballet en un acte écrit par Edward Elgar en 1917.

## Historique
The Sanguine Fan est l'une des pièces composées par Edward Elgar pour récolter de l’argent pour les œuvres de bienfaisance pour la Première Guerre mondiale à la demande de son amie proche et confidente Lady Alice Stuart-Wortley. Le thème du ballet s'inspire d'une scène dessinée par Charles Conder en sanguine sur un éventail, scène montrant Pan et Echo. Le titre lui-même est accessoire par rapport à la thématique.
La première représentation a lieu lors de la revue Chelsea on Tiptoe au Chelsea Palace Theatre, Londres, le 20 mars 1917 et est dirigée par le compositeur. Il ajoute par la suite une danse en plus, une danse du berger, qui est jouée pour la première fois lors de la seconde représentation en mai de la même année. La pièce n'a pas un grand succès auprès du public jusqu'à sa redécouverte par le chef d'orchestre Sir Adrian Boult dans les années 1960.
Un extrait du ballet pour piano solo, Echo's Dance, est publié par Elkin en 1917.